# Bravaisia integerrima
Bravaisia integerrima là một loài thực vật có hoa trong họ Ô rô. Loài này được (Spreng.) Standl. mô tả khoa học đầu tiên năm 1926.